# Kraftstoffpumpe

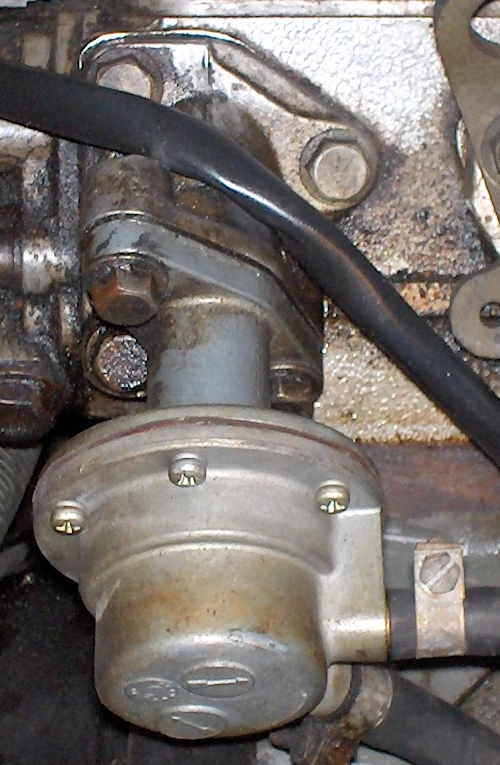
Membranpumpe eines PKW

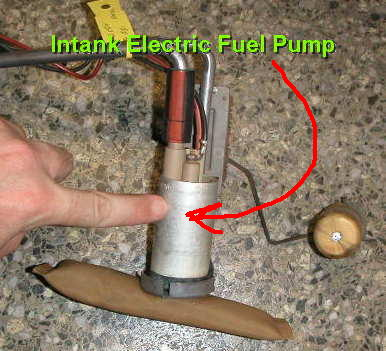
Tankinnere Elektrische Kraftstoffpumpe

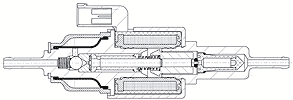
Dosierpumpe für Diesel, Benzin oder Additive

Eine Kraftstoffpumpe dient dazu, den Kraftstoff in der  erforderlichen Menge sowie mit dem dafür notwendigen Druck aus dem Kraftstofftank zu den Vergasern, Einspritzventilen oder Einspritzpumpen von Verbrennungsmotoren oder Strahltriebwerken zu befördern, sofern sie nicht durch ein Fallbenzinsystem versorgt werden.

## Aufbau
Abgesehen von herkömmlichen Dieselsystemen und einem Teil der Diesel-Common-Rail-Systeme der „ersten“ Generation, die noch mit vom Verbrennungsmotor mechanisch angetriebenen Verdrängerpumpen arbeiten, werden heutige Kraftstoffpumpen elektrisch angetrieben und sind im oder nahe am Kraftstofftank. Der elektrische Antrieb ist nicht vom Kraftstoff getrennt, sondern wird von ihm durchströmt. Er kühlt und schmiert den elektrischen Antrieb der Pumpe. Eine Feuergefahr durch Funkenflug oder Überhitzung ist nicht gegeben, weil an den relevanten Teilen Luft (und damit der für eine Verbrennung notwendige Sauerstoff) durch den Kraftstoff verdrängt wird. Das System ist hermetisch verschlossen, das heißt es gibt keine bewegten Dichtungen wie Stopfbuchsen oder Wellendichtringe an der Kraftstoffpumpe.

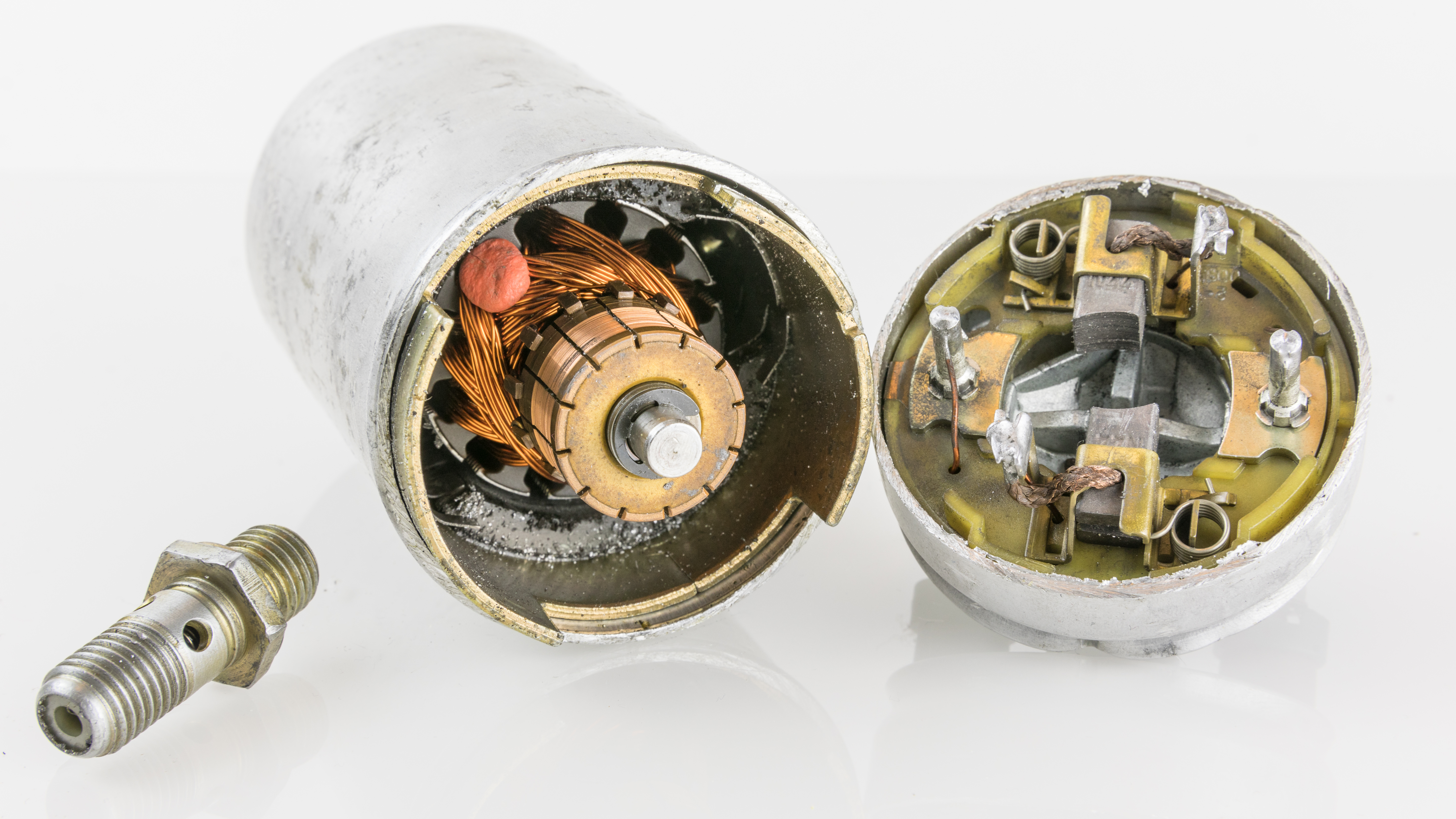
Geöffnete elektrische Kraftstoffpumpe
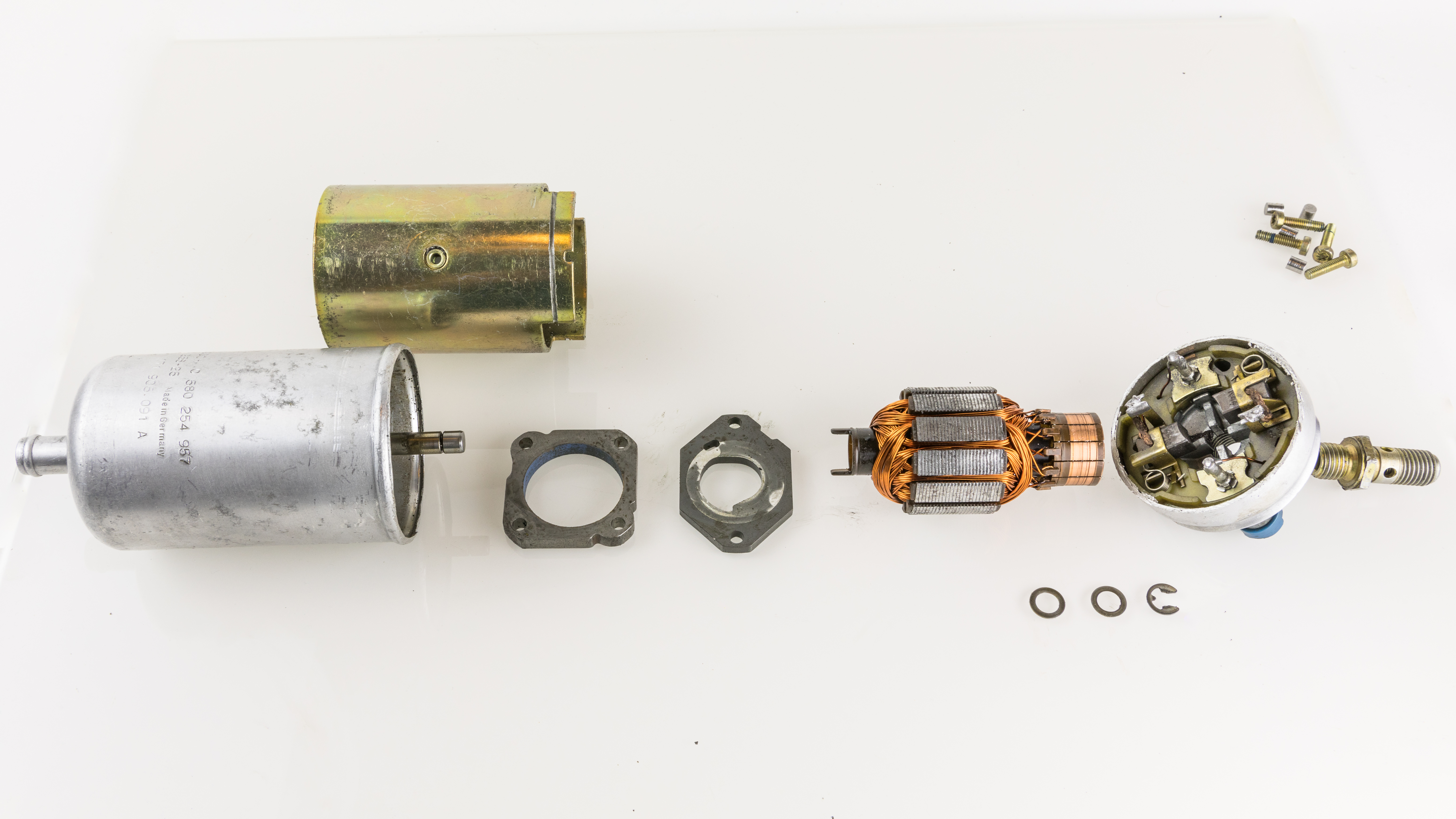
Elektrische Kraftstoffpumpe: Einzelteile

## Arten und Förderleistungen

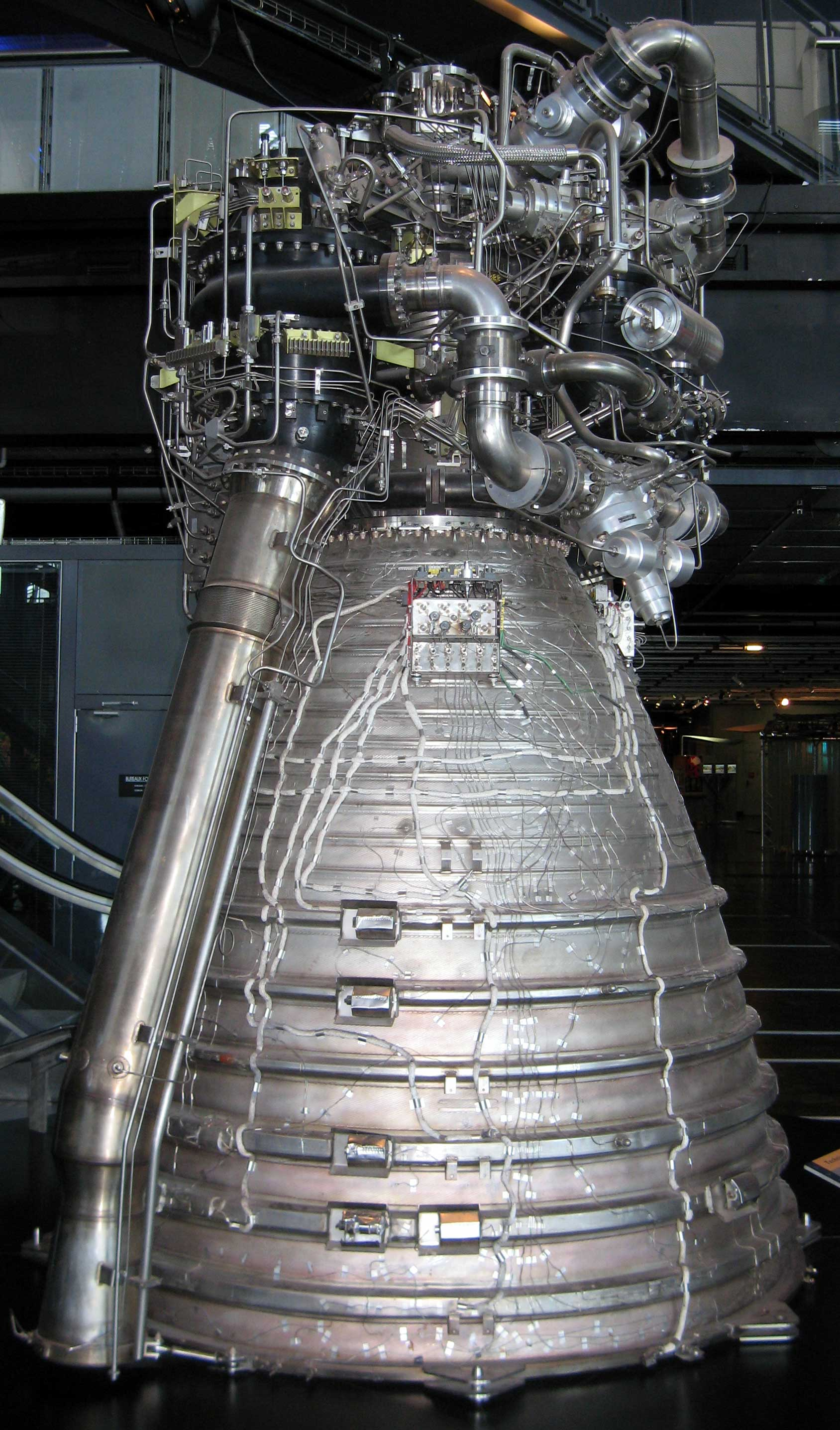
Vulcain-Triebwerk der Ariane. Oben rechts die Leitungen und Pumpen der Flüssigbrennstoffe, an der linken Seite der Auspuff des Gasgenerators für die Turbopumpe

Je nach Verwendungszwecke reichen die Förderleistungen von Kraftstoffpumpen von kleinen Mengen in Fahrzeugmotoren bis zu enormen Leistungen in Raketentriebwerken.
Bei Vergasermotoren, deren Tank auf gleicher oder tieferer Ebene im Vergleich zum Schwimmerkammerniveau liegen kann, werden in der Regel selbstregelnde Membranpumpen mit Förderdrücken zwischen 0,15 und 0,40 bar verwendet.
Für Einspritzmotoren sind höhere Drücke erforderlich, insbesondere wenn die Kraftstoffpumpe bei einer Saugrohreinspritzung den nötigen Druck bereitstellen muss. Strömungspumpen (Peripheral- oder Seitenkanalprinzip) werden hauptsächlich für Haupt- oder Vorförderung von Benzin verwendet, Verdrängerpumpen (Gerotor-, Zahnrad- oder Rollenzellenprinzip) für die Vorförderung von schmierfähigem Dieselöl. Die Förderleistung hängt stark vom zu versorgenden Verbrennungsmotor und den Tankkomponenten ab (z. B. Saugstrahlpumpen bei Satteltanks) und liegt üblicherweise zwischen 80 und 250 l/h bei einem Betriebsdruck von 3 bis 7 bar. Nur ca. ein Zehntel der Vorlauf-Fördermenge wird im Einspritzmotor verbraucht, der überschüssige Kraftstoff fließt über den Rücklauf zurück in den Tank. Die Stromaufnahme einer Pumpe für Tuning und Motorsport beträgt bei 12 Volt Bordspannung zwischen 9 und 13 A, die Leistungsaufnahme mit über 100 Watt entspricht weniger als einem Tausendstel der damit möglichen Motorleistung.
Bei Dragstermotoren der Top-Fuel-Klasse wird ca. ein halber Liter Nitromethan pro Sekunde (8 GPM, US-Gallonen pro Minute) in einen Zylinder gepumpt.
Jedes der fünf F-1-Triebwerke der Saturn-V-Mondraketen benötigt über zwei Tonnen flüssige Treibstoffe pro Sekunde, die mit einer 40 Megawatt starken Turbopumpe zur Kühlung um die Brennkammer herum und zur Verbrennung in dieselbe gepumpt werden. Beim russischen RD-170-Triebwerk sind vier Brennkammern gebündelt, die von einer Turbopumpe versorgt werden, die 190 MW leistet.

## Zuverlässigkeit
Da ein Ausfall der Kraftstoffpumpe unweigerlich zum Stillstand des Fahrzeugs führt, wird eine extrem hohe Zuverlässigkeit gefordert, mit ausfallfreier Betriebszeit von 5000 bis 10000 Stunden. Insbesondere für alternative Ottokraftstoffe auf Ethanol- oder Methanolbasis, aber auch für alle Dieselkraftstoffe (hier wiederum besonders für das sogenannte Biodiesel auf RME-Basis) stellt das eine erhebliche Herausforderung dar. Obwohl ein Elektromotor mit elektronischer Kommutierung (bürstenloser Motor) die Ideallösung darstellt, wurde aus Kostengründen der klassische Kommutatormotor (Bürstenmotor) evolutionär weiterentwickelt. Das Entwicklungsziel wurde erreicht durch Übergang auf einen Kommutator aus Graphit anstelle von Kupfer.
Eine Alternative zur Kraftstoffpumpe im Verbrennungsmotor ist das Fallbenzinsystem, das gemäß den Gesetzen der Schwerkraft theoretisch absolut verschleißfest und funktionssicher arbeitet, in der Praxis können aber auch hier Störungen auftreten.